# Aryabhata (satélite)

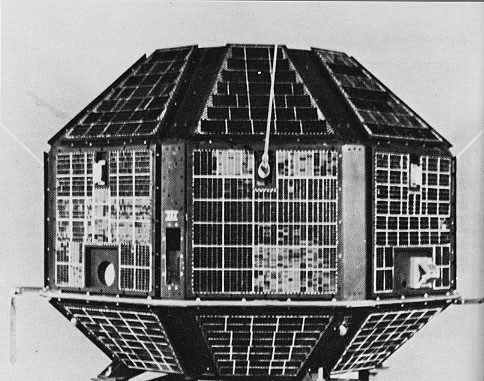
Aryabhata

O Aryabhata foi o primeiro satélite artificial fabricado pela Índia. O nome vem do matemático e astrônomo indiano Aryabhata (476-550). Foi lançado pela antiga União Soviética por meio de um foguete Kosmos-3M (Kosmos 11K65M) a partir de Kapustin Yar em 19 de abril de 1975. O satélite foi fabricado pela Agência Indiana de Pesquisa Espacial (ISRO).

## Características
As operações científicas do satélite consistiam em experimentos sobre astronomia de raios-X, o estudo das camadas altas da atmosfera terrestre e sobre física solar. O satélite tinha forma de polígono de 26 faces, cobertas por painéis solares, exceto a face inferior para a superior; a massa total do corpo era de 360 kg. Após quatro dias em órbita, uma falha de energia inutilizou o satélite para prosseguir com os experimentos, e os cinco dias de estar em órbita deixaram de receber sinais dele.
A reentrada na atmosfera ocorreu em 11 de fevereiro de 1992.